# Peine de mort au Portugal

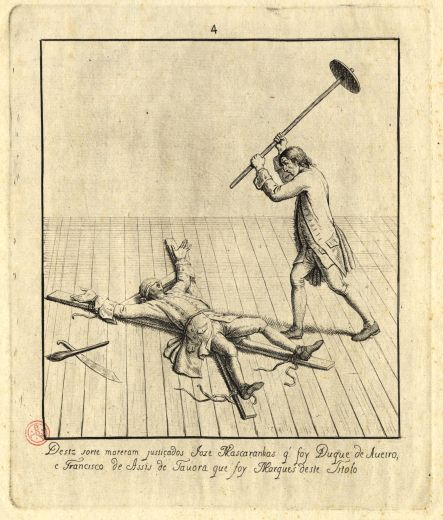
Exécution du duc d'Aveiro et du marquis de Tavora, Illustration de 1759/1760 - Bilblioteca Nacional de Lisboa

Le peine de mort au Portugal a été formellement abolie pour les crimes civils en 1867, c'est d'ailleurs un des pays pionniers dans le processus d'abolition de la peine capitale puisqu'aucune exécution n'a eu lieu depuis 1846
La méthode de la peine capitale utilisée au Portugal était la pendaison. La dernière exécution au Portugal a eu lieu à Lagos en 1846.
Dès 1852, les crimes politiques ne font plus l'objet d'une condamnation puis en 1867, la justice portugaise interdit la peine de mort exception laissée pour les militaires.
Si en 1911, la peine de mort est purement abolie, le Portugal l'a rétablie en 1916 lorsque le Portugal est entré dans la Première Guerre mondiale, limité pour les crimes militaires en temps de guerre avec un pays étranger. Le tribunal militaire prononce une peine capitale envers un soldat du Corps expéditionnaire portugais en France João Augusto Ferreira de Almeida, accusé d’avoir voulu passer à l’ennemi avec des cartes indiquant les positions portugaises. Il est fusillé le 16 septembre 1917. En 2017, soit 100 ans après le décès du soldat, le Président de la République s'est vu délivrer une « réhabilitation morale » sans être disculpé simplement pour « réhabiliter la mémoire d'un soldat condamné à une peine contraire aux droits de l'homme et aux valeurs et principes qui sont enracinés depuis longtemps dans la société portugaise ».
Avec la nouvelle Constitution de 1976, elle a de nouveau été abolie pour tous les crimes.
La Charte de la loi d'abolition de la peine de mort de 1867 est conservée aux Archives nationales de la Torre do Tombo à Lisbonne. Elle a reçu le label du patrimoine européen.